# Porsche Carrera Cup Italie
La Porsche Carrera Cup Italia est une série de compétitions automobiles pour les Porsche 911 GT3 Cup .

## Historique
La première édition du championnat a eu lieu en 2007 depuis lors, il a toujours évolué pour devenir l'un des championnats automobiles les plus prestigieux et les plus compétitifs d'Italie.

## Champions
| Année | Vainqueur            | Ecurie                   |
| 2007  | Andrea Boldrini      | Centro Porsche Padova    |
| 2008  | Luigi Ferrara        | Ebimotors - Porsche Haus |
| 2009  | Alessandro Balzan    | Ebimotors                |
| 2010  | Alessandro Balzan    | Ebimotors                |
| 2011  | Alessandro Balzan    | Ebimotors                |
| 2012  | Vito Postiglione     | Ebimotors                |
| 2013  | Enrico Fulgenzi      | Heaven Motorsport        |
| 2014  | Matteo Cairoli       | Antonelli Motorsport     |
| 2015  | Riccardo Agostini    | Antonelli Motorsport     |
| 2016  | Côme Ledogar         | Tsunami RT               |
| 2014  | Alessio Rovera       | Tsunami RT               |
| 2018  | Gianmarco Quaresmini | Dinamic Motorsport       |
| 2019  | Simone Iaquinta      | Ghinzani Arco Motorsport |
| 2020  | Simone Iaquinta      | Ghinzani Arco Motorsport |
| 2021  | Alberto Cerqui       | Ghinzani Arco Motorsport |
| 2022  | Gianmarco Quaresmini | Ombra Racing             |